# 梁茵 (香港)
梁茵（英語：Kiko Leung Yan，1993年12月31日—），香港女演員及節目主持，曾為無綫電視基本藝人合約藝員

## 背景
梁茵有一名胞弟，父親從事地盤工作，母親則任職家務助理及中醫穴位按摩治療師，一家同住粉嶺昌盛苑。她畢業於粉嶺官立中學（2012年中六），在校時分別參與劇社和少年警訊活動三年及四年，就讀中五時曾在《第二屆全港中學生五大貧窮要聞選舉暨要聞短評》比賽中奪得「要聞短評大獎」，而中六也參加過《第16屆Yes!全港校花校草選舉2012》卻落敗。她涉足演藝圈前曾當過模特兒，後來認為自己不必以美麗作個人賣點，可用演技取悅觀眾，為了培養對演戲的興趣，故此修讀香港演藝學院表演系藝術榮譽學士課程，期間獲無綫電視青睞，遂決定放棄學位，改為考入第26期無綫電視藝員訓練班，成為旗下基本藝人合約藝員。
2016年，梁茵在該台處境劇《愛·回家》裡飾演瑜伽中心職員「李淇（Kay）」而漸為人所認識，2017年參演另一處境劇《愛·回家之開心速遞》中「威龍潘金蓮」江慧喬（Anita）一角，亦受到不少觀眾注目；同年開始一邊當演員，一邊任職金融從業員。2019年，她跟內地影視公司「人人娛樂」行政總裁廖寶軍及健身教練 So Cheuk 合作經營健身室。2020年6月，她曾被捲入層壓式推銷騙案，隨後透過社交網站發出嚴正聲明及公開律師信，澄清有關謠言；2021年獲鄭文輝邀請首次主演電影《水着女王》，同年10月基於對無綫電視的合約制度及山頭文化，感到不滿而決定離開。

## 演出作品

### 電視劇
| 首播          | 劇名                 | 角色                                | 備註              |
| 無綫電視      |                      |                                     |                   |
| 2012年        | 當旺爸爸             | 《超音巨聲》觀眾                    | 第10、11集        |
| 2012年        | 結·分@謊情式         |                                     |                   |
| 2012年        | 名媛望族             |                                     |                   |
| 2013 - 2014年 | 愛·回家 (第一輯)     | 客 人                               | 第247、248集      |
| 2013 - 2014年 | 愛·回家 (第一輯)     | 老 師                               | 第251集           |
| 2013 - 2014年 | 愛·回家 (第一輯)     | 侍 應                               | 第297集           |
| 2013 - 2014年 | 愛·回家 (第一輯)     | Joan                                | 第393集           |
| 2013 - 2014年 | 愛·回家 (第一輯)     | 少 女                               | 第593集           |
| 2013 - 2014年 | 愛·回家 (第一輯)     | 藝 人                               | 第614集           |
| 2013 - 2014年 | 愛·回家 (第一輯)     | 翻 譯                               | 第618集           |
| 2013年        | 神鎗狙擊             | 禮儀小姐                            | 第3集             |
| 2013年        | On Call 36小時II     | 護 士                               |                   |
| 2014年        | 載得有情人           | 飲品女郎、模特兒                    |                   |
| 2014年        | 愛我請留言           | 天氣女郎                            | 第12集            |
| 2014年        | 忠奸人               | Virginia                            |                   |
| 2014年        | 我們的天空           | 洪 琴                               | 第7集             |
| 2014年        | 使徒行者             | 鍾芷妮（Connie）                    |                   |
| 2014年        | 大藥坊               | Lucy                                |                   |
| 2014年        | 老表，你好hea！      | 茵 茵                               | 第21集            |
| 2014年        | 醋娘子               | 紅 柿                               |                   |
| 2014年        | 八卦神探             | 蘇倩敏同學                          | 第2 - 6集         |
| 2015年        | 衝線                 | 美 女                               | 第14、18集        |
| 2015年        | 天眼                 | 鍾秀琪                              | 第7、8集          |
| 2015年        | 以和為貴             | 裘莉莉（少年）                      |                   |
| 2015年        | 愛·回家 (第二輯)     | 李 淇（Kay）                        |                   |
| 2015年        | 鬼同你OT             | Candy                               |                   |
| 2015年        | 樓奴                 | Betty                               | 第1集             |
| 2015年        | 陪著你走             | 阿 華                               | 第1集             |
| 2015年        | 收規華               | 塘西花魁                            |                   |
| 2015年        | 無雙譜               | 魚 精                               |                   |
| 2015年        | 張保仔               | 記 者                               | 第32集            |
| 2015年        | 東坡家事             | 丁 丁                               |                   |
| 2015年        | 實習天使             | 女學護                              |                   |
| 2016年        | 鐵馬戰車             | 姊 妹                               |                   |
| 2016年        | 警犬巴打             | Katie                               | 第10集            |
| 2016年        | 公公出宮             | 女村民                              |                   |
| 2016年        | 潮流教主             | 時裝店店員                          | 第1集             |
| 2016年        | 末代御醫             | 昇平格格                            |                   |
| 2016年        | 殭                   | 占卜師                              | 第22集            |
| 2016年        | 殭                   | 餐廳侍應                            | 第23集            |
| 2016年        | 純熟意外             | Mimi                                | 第20、21集        |
| 2016年        | 完美叛侶             | 路 人                               |                   |
| 2016年        | 城寨英雄             | 女 子                               |                   |
| 2016年        | 巨輪II               | 骨 妹                               |                   |
| 2016年        | 愛·回家之八時入席    | 美 女                               | 第118集           |
| 2016年        | 愛·回家之八時入席    | TVI 女藝員                          | 第139集           |
| 2016年        | 來自喵喵星的妳       | 制服美少女                          |                   |
| 2016年        | 幕後玩家             | 客 人                               |                   |
| 2016年        | 流氓皇帝             | 煙花女子                            |                   |
| 2017 - 2021年 | 愛·回家之開心速遞    | 江百合／江慧喬（Anita、威龍潘金蓮） |                   |
| 2017年        | 親親我好媽           | 中六學生                            |                   |
| 2017年        | 與諜同謀             | 徐永倫前女友                        | 第2集             |
| 2017年        | 迷                   | 廉政公署人員                        | 第28集            |
| 2017年        | 我瞞結婚了           | 記者甲                              | 第1、14集         |
| 2017年        | 心理追兇 Mind Hunter | 孤兒院姑娘                          | 第2集             |
| 2017年        | 心理追兇 Mind Hunter | 社 工                               | 第19集            |
| 2017年        | 全職沒女             | Café Fornia 侍應                    |                   |
| 2017年        | 踩過界               | 幼稚園老師                          | 第10、12集        |
| 2017年        | 超時空男臣           | 天朝飲食集團接待員                  | 第10、29集        |
| 2017年        | 燦爛的外母           | 彭喜詩（Cheese）                    |                   |
| 2017年        | 使徒行者2            | 胡小姐                              | 第4、5、8、13集   |
| 2017年        | 雜警奇兵             | 女 友                               | 第2集             |
| 2017年        | 老表，畢業喇！       | 哇哇星（MoMo）                      |                   |
| 2017年        | 誇世代               | 嫻                                  | 第11集            |
| 2017年        | 溏心風暴3            | Phoebe                              | 第7集             |
| 2017年        | 性在有情             | 中學生                              | 第3集             |
| 2018年        | 波士早晨             | Jane                                | 第1集             |
| 2018年        | 翻生武林             | 玉女派弟子                          |                   |
| 2018年        | 三個女人一個「因」   | 健身客人                            | 第13集            |
| 2018年        | 宮心計2深宮計        | 芷 紅                               |                   |
| 2018年        | BB來了               | Kiko                                | 第14集            |
| 2018年        | 特技人               | 黛黛平安健康食品公司職員            | 第9、13、15、17集 |
| 2018年        | 是咁的，法官閣下     | Ruby                                |                   |
| 2018年        | 跳躍生命線           | 律師行接待員                        | 第24集            |
| 2018年        | 兄弟                 | 肥佬偉秘書                          | 第2集             |
| 2019年        | 婚姻合伙人           | 斯嘉醫院新翼奠基典禮司儀            | 第13集            |
| 2019年        | 白色強人             | 富 豪                               | 第18集            |
| 2019年        | 十二傳說             | 宋逸希                              |                   |
| 2019年        | 她她她的少女時代     | 煲 煙                               |                   |
| 2019年        | 金宵大廈             | Amy                                 | 第13集            |
| 2020年        | 機場特警             | 萱                                  |                   |
| 2020年        | 十八年後的終極告白   | 職 員                               | 第1集             |
| 2020年        | 那些我愛過的人       | 店 員                               | 第20集            |
| 2020年        | 殺手                 | 美 女                               | 第11集            |
| 2020年        | C9特工               | 高清麗（少年）                      | 第4集             |
| See See TVB   |                      |                                     |                   |
| 2019年        | 我們與合格的距離     | 女同學                              |                   |
| 香港開電視    |                      |                                     |                   |
| 2025年        | 我家有囍事           | 愛美麗                              |                   |

### 綜藝節目
| 首播       | 節目名                  | 備註                   |
| 無綫電視   |                         |                        |
| 2013年     | 演嘢                    | 固定演出               |
| 2013年     | 今日VIP                 | 5月9日嘉賓             |
| 2013年     | 超級無敵獎門人終極篇    | 固定演出               |
| 2014年     | Sunday扮嘢王            | 固定演出               |
| 2014年     | 2015無綫節目巡禮        | 固定演出               |
| 2015年     | 超強選擇一分鐘          | 固定演出（打氣團成員） |
| 2015年     | 都市閒情                | 演出（12月15、24日）   |
| 2016年     | 萬千星輝睇多D           | 固定演出嘉賓           |
| 2016年     | 都市閒情                | 演出（4月21日）        |
| 2016年     | 萬千星輝賀台慶          | 固定演出               |
| 2017年     | 關你家事                | 演出（第9集）          |
| 2017年     | 群星拱照Big Big Channel | 固定嘉賓               |
| 2017年     | 兄弟幫                  | 第1955、1956集嘉賓     |
| 2017年     | 兄弟萬眾狂歡2000夜      | 固定演出               |
| 2019年     | 識玩旅行團              | 第二輯、主持之一       |
| 2021年     | 代溝關注組              | 演出第5、6集           |
| 2021年     | 野外步出2               | 第12集嘉賓             |
| 香港開電視 |                         |                        |
| 2022年     | 疫境中的餐桌            | 演出                   |

### 電影
| 首映   | 電影名             | 角色         | 備註             |
| 2012年 | 2012我愛HK喜上加囍 | 市 民        |                  |
| 2014年 | 分手100次          | 開張活動賓客 |                  |
| 2015年 | 王家欣             | 王家欣       |                  |
| 2016年 | 刑警兄弟           | 推銷員       |                  |
| 2018年 | 網戰               | Olivia       | J2；無綫電視電影 |
| 2018年 | 父施               | 崔 艷        |                  |
| 2020年 | 二人小町           | 公司女職員   |                  |
| 未上映 | 水着女王           |              |                  |

### 電台節目
- 2015年1月4、11日：新城知訊台《恐怖熱線》 - 嘉賓主持

### 廣告
| 年份   | 產品                                                                                     |
| 2015年 | 嘉悅醫療集團「激光脫毛」                                                                 |
| 2018年 | 大記攦粉「蘿蔔糕 - 啖啖蘿蔔 品味之上」（平面廣告）                                       |
| 2018年 | 大記攦粉「糕點 - 為家人帶上一個快樂團聚」（平面廣告）                                    |
| 2018年 | 大記攦粉「糕點 - 如意團聚」（平面廣告）                                                  |
| 2018年 | 天下澤雨「霍山石斛」                                                                     |
| 2018年 | 大記攦粉「『糕。月』自選禮盒」（平面廣告）                                               |
| 2018年 | 大記攦粉「雙黃白蓮蓉」（平面廣告）                                                       |
| 2019年 | 天寶涼茶「8款愛心涼茶」（平面廣告）                                                      |
| 2019年 | n2cosme「Ecott Cosme 皇牌奇蹟蘋果全效修復系列 - 奇蹟蘋果特約：教你一招奇蹟 KO 未來奶奶」 |
| 2020年 | GENE Life「免疫力保健品及營養補充品」（平面廣告）                                        |
| 2020年 | GENE Life「細胞層健康管理」（平面廣告）                                                  |
| 2020年 | GENE Life「基因生物科技」（平面廣告）                                                    |

### 其他
- 2012年：《第16屆Yes!全港校花校草選舉2012》
- 2016年：「‪#潛質女神拾問拾答‬」第十集 - 梁茵篇

## 外部連結
- 梁茵的Instagram帳戶
- 梁茵Kiko Official Fan Club 國際粉絲聯盟的Facebook專頁
- 梁茵 KLHKOFC的Instagram帳戶
- 梁茵在香港影庫上的簡介